# Allerød Station
Allerød station er en S-togs-station i Allerød Kommune nord for København, beliggende i byen Lillerød. Stationen bliver betjent af linje A på Nordbanen og fik S-togsdrift i 1968. Oprindeligt hed stationen Lillerød (bemærk stationsforkertelsen Li), men navnet blev ændret 18. maj 1952 for at forhindre navneforvirring med nærliggende Hillerød Station.

## Antal rejsende
Ifølge Østtællingen var udviklingen i antallet af dagligt afrejsende med S-tog:
| År   | Antal | År   | Antal | År   | Antal | År   | Antal |
| ---- | ----- | ---- | ----- | ---- | ----- | ---- | ----- |
| 1957 | -     | 1974 | 3.033 | 1991 | 4.452 | 2001 | 4.276 |
| 1960 | -     | 1975 | 3.291 | 1992 | 4.873 | 2002 | 3.978 |
| 1962 | -     | 1977 | 3.303 | 1993 | 4.859 | 2003 | 4.093 |
| 1964 | -     | 1979 | 4.236 | 1995 | 5.167 | 2004 | 4.033 |
| 1966 | -     | 1981 | 4.382 | 1996 | 4.612 | 2005 | 3.843 |
| 1968 | 2.164 | 1984 | 4.770 | 1997 | 4.623 | 2006 | 3.906 |
| 1970 | 2.464 | 1987 | 3.973 | 1998 | 4.586 | 2007 | 4.144 |
| 1972 | 2.663 | 1990 | 4.505 | 2000 | 4.567 | 2008 | 4.041 |

## Allerød Station i litteraturen
Allerød Station optræder i og har lagt navn til den polske forfatter Joanna Chmielewskas populære satiriske kriminalroman Wszystko czerwone (dansk: Alt rødt) fra 1974.